# Fritz Mühlbrecht
Fritz Mühlbrecht (* 6. Juni 1880 in Berlin als Ferdinand Otto Fritz Mühlbrecht; † 23. September 1962 in München) war ein deutscher Maler und Graphiker.

## Leben
Mühlbrecht war der Sohn des aus Braunschweig stammenden Verlegers und Buchhändlers Otto Mühlbrecht (1838–1906). Ab 1901 studierte er an der Kunstakademie München unter Ludwig von Herterich und Franz von Stuck Landschafts-, Figuren-, Interieurmaler. Er lebte u. a. in Steinebach.
Einige seiner Werke wurden in der Zeitschrift Jugend veröffentlicht. Er arbeitete auch als Exlibriskünstler.
Mühlbrecht war Mitglied der SA. Neben weiteren Ausstellungen beteiligte er sich 1942 in Dresden an der „Kunstausstellung der SA“.